# Лолошур-Возжинське сільське поселення
Лолошу́р-Возжи́нське сільське поселення — колишнє муніципальне утворення в складі Граховського району Удмуртії, Росія. Адміністративний центр — присілок Лолошур-Возжі.
Законом Удмуртської Республіки від 17.05.2021 № 47-РЗ ліквідовано через перетворення муніципального району на муніципальний округ.
Населення — 822 особи (2015; 951 в 2012, 972 в 2010).

## Склад
До складу поселення входять такі населені пункти:
| Населений пункт         | Населення, осіб (2010) | Населення, осіб (2012) |
| ----------------------- | ---------------------- | ---------------------- |
| Батирево, присілок      | 0                      | 0                      |
| Горні Юраші, присілок   | 28                     | 27                     |
| Лолошур-Возжі, присілок | 548                    | 534                    |
| Мамаєво, присілок       | 166                    | 165                    |
| Мещеряково, село        | 29                     | 26                     |
| Нижні Юраші, присілок   | 199                    | 197                    |
| Сарайкіно, присілок     | 2                      | 2                      |

## Господарство
В поселенні діють школа, 3 садочки, 2 бібліотеки, 3 клуби, 3 фельдшерсько-акушерських пункти. Серед підприємств працюють 2 фермерства.